# 荔浦臭蛙
荔浦臭蛙（学名：Odorrana lipuensis），一种分布于中国广西及越南高平省等地区的两栖动物，隶属于蛙科臭蛙属。模式产地为中国广西荔浦县喀斯特洞穴。

## 形态特征
荔浦臭蛙体型细长，雄蛙体长43毫米左右，雌蛙体长54毫米左右。身体背部呈草绿色，杂有不规则褐色斑纹；喉部至腹部上端有灰色斑纹；四肢腹面浅粉色并伴有斑纹，背面有棕色条带。